# Rhodymenichthys
Rhodymenichthys is een geslacht van straalvinnige vissen uit de familie van botervissen (Pholidae).

## Soort
- Rhodymenichthys dolichogaster (Pallas, 1814)